# ベルボーイ狂騒曲/ベニスで死にそ〜
『ベルボーイ狂騒曲/ベニスで死にそ〜』（Blame It on the Bellboy）は、1992年のイギリス/アメリカ合衆国のコメディ映画。マーク・ハーマン監督・脚本、ダドリー・ムーア、ブライアン・ブラウン、リチャード・グリフィス、パッツィ・ケンジット、アンドレアス・カツーラス、ペネロープ・ウィルトン、ブロンソン・ピンチョット出演。
日本では劇場未公開で、1993年3月19日にビデオが発売された。

## ストーリー
イタリアのヴェネツィアにあるホテル・ガブリエリ、そこにボスが購入を検討している別荘の確認を命じられたメルヴィン・オートン、指定されたターゲットの暗殺を指示された殺し屋 マイク・ロートン、デートクラブ「メディ・デート」に申し込んだ銀行支配人 モーリス・ホートンら各々の用事でヴェネツィアに訪れた3人がチェックインしに来た。だが1人しかいないベルボーイは英語が苦手で、似ている3人のラストネームを混合して覚えてしまい、オートンに宛てた不動産会社のカロライン・ライトからの手紙をホートンに、ロートンに指示書を渡しに来た人物をオートンの部屋に、ホートン宛に届いたメディ・デートからのデート相手の知らせをロートンに間違って手渡し、案内してしまう。
翌日、カロラインに会いに来たホートンは、別荘物件の案内をする彼女をデート相手だと思い込み、セックスしたい気持ちを抱きデートに誘う。メディ・デートの知らせに記載されたパトリシア・フルフォードをターゲットと認識しスナイパーライフルで狙っていたロートンだが、彼女を実際に見てなかなか実行できずに尾行する。オートンは指示書に書かれたスカルパという人物の屋敷を訪ねるが、殺し屋と間違われ捕らえられてしまい、人違いだと訴え続けるがスカルパから拷問を受け誰に雇われたかを問い詰められる。
ホートンはすっかりカロラインとデートしている気になり、早くホテルに行きセックスしようと持ちかける。それを老朽化した物件購入のアフターサービスをしろと言われていると勘違いしたカロラインは、上司から言われた手取り3倍の給与をもらい夢のスピードボートを手に入れるため、悩んだ末にセックスすることをビジネスとして受け入れる。オートンはスカルパ達の前でボスのマーシャルに連絡し、身の潔白を証明しようとするも暗号で話したとして疑いは晴れず、彼らにホテルへ連れて行かれオートン以外に本来スカルパを狙っていた人物が存在するのか証明するよう脅される。その際隙をつき逃げ出したオートンだがチェックアウトした直後にスカルパ達と鉢合わせして再び拘束され、殺し屋を見つけるよう迫られる。ロートンは散歩に誘って来たパトリシアを人気のない場所まで連れて行き、彼女を銃で脅してホテルに戻る。部屋でパトリシアからメディ・デートはデートクラブだと知らされ間違いに気づいたロートンは、彼女を連れて本来のターゲットを探す。
ベルボーイにホートンの妻で彼の嘘に怒り心頭のローズマリーが部屋まで案内してくれるよう頼み、ロートン、オートンと間違えた末にようやくホートンの部屋に到着する。セックス後物件購入の客じゃないことをホートンから聞いたカロラインは愕然とするが、そこにベルボーイに連れられたローズマリーが訪れ、嘘をついて浮気しているのではないかと非難し言い争いになる。カロラインはこれをチャンスと感じ、ホートンが別荘購入を決めたとローズマリーに話し、感激したパトリシアの様子に彼は断れず購入を受け入れる。ロートンとパトリシアはホートンの電話を盗み聞きし、彼こそが真のターゲットだと確信して殺す機会を伺い後をつける。一方ベルボーイが間違えて訪ねたオートンの部屋では、ベルボーイが口にしたホートンという名前の人物が殺し屋だとオートンがスカルパに知らせ、彼から死にたくなければホートンを殺すよう指示される。

## キャスト
※括弧内は日本語吹替
- メルヴィン・オートン - ダドリー・ムーア（羽佐間道夫）
- マイク・ロートン / チャールトン・ブラック - ブライアン・ブラウン（千田光男）
- モーリス・ホートン - リチャード・グリフィス（屋良有作）
- カロライン・ライト - パッツィ・ケンジット（相沢恵子）
- スカルパ - アンドレアス・カツーラス（仁内建之）
- ローズマリー・ホートン - アリソン・ステッドマン（英語版）（泉晶子）
- パトリシア・フルフォード - ペネロープ・ウィルトン（沢田敏子）
- ベルボーイ - ブロンソン・ピンチョット（江原正士）
- ロッシ - ジム・カーター（幹本雄之）
- アルフィオ - アレックス・ノートン（英語版）（田口昂）
- ホテルマネージャー - ジョン・グリロ（英語版）（山野史人）
- 怪しい男 - アンドリュー・ベイリー
- 飛行機の男性 - ロニー・スティーヴンス（英語版）（幹本雄之）
- マーシャル氏 - リンゼイ・アンダーソン（伊井篤史）

## スタッフ
- 監督・脚本 - マーク・ハーマン
- 製作 - スティーヴ・アボット、ジェニー・ハワース
- 撮影監督 - アンドリュー・ダン（英語版）
- プロダクションデザイナー - ジェンマ・ジャクソン（英語版）
- 編集 - マイケル・エリス
- 音楽 - トレヴァー・ジョーンズ
- 衣裳デザイン - リンディ・ヘミングス